# Sparbanken Skaraborg

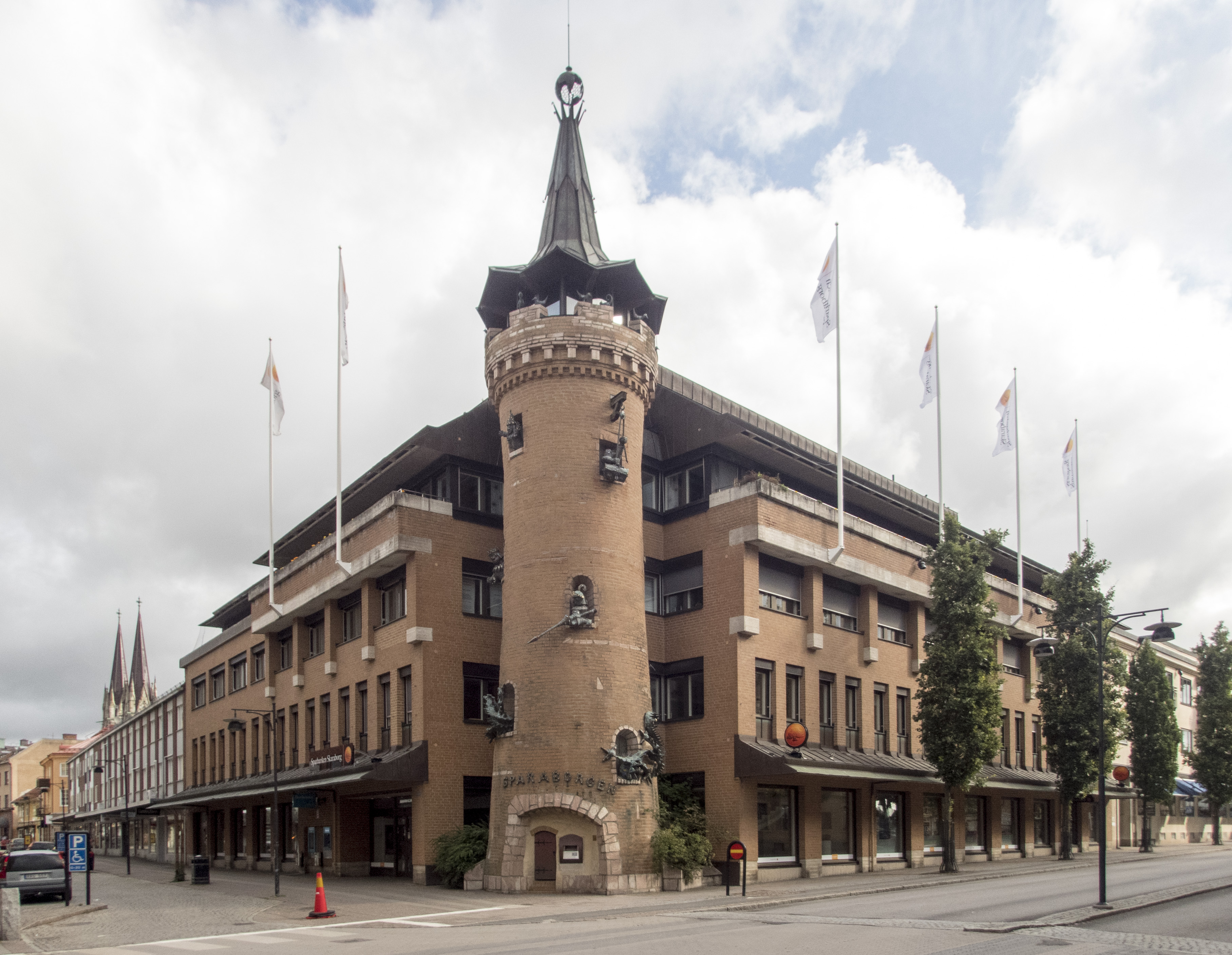
Sparbankshuset i Skara, med Walter Bengtssons skulptur.

Sparbanken Skaraborg är ett bankaktiebolag med verksamhet i Skaraborg. Banken ägs av Sparbanksstiftelsen Skaraborg och är formellt sett en fristående regional affärsbank, men genom samarbetsavtal står man Swedbank nära. Banken bildades år 2000 genom att Skaraborgs Läns Sparbank ombildades från sparbank till bankaktiebolag.
Bankkontoren finns i Skara, Götene, Vara, och Nossebro. Huvudkontoret ligger i Skara. Verkställande direktör är Patrik Meijer.

## Historik

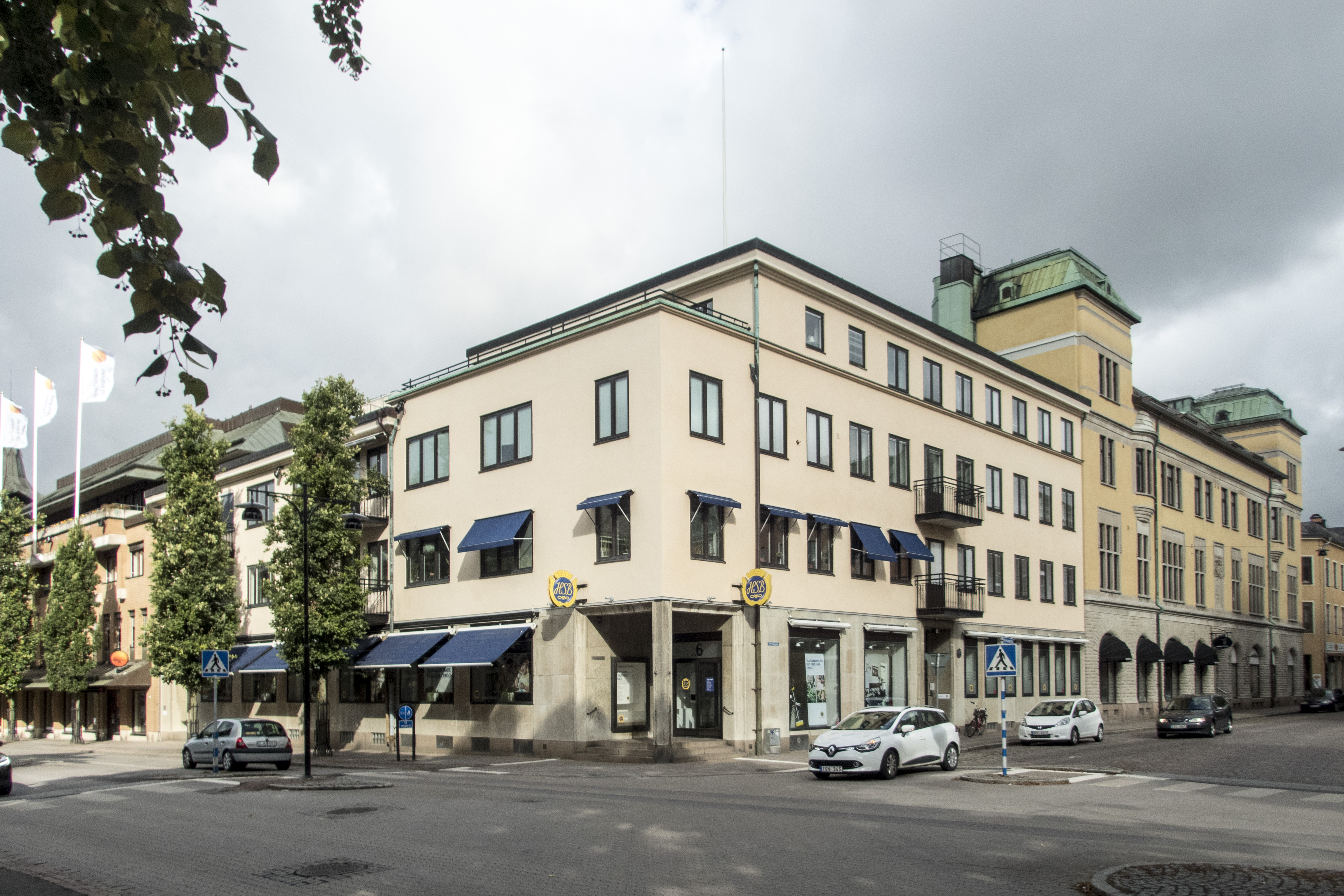
Tillbyggnaden jämte gamla och nya Sparbankshuset

Verksamheten har sitt ursprung i Skaraborgs läns allmänna sparbank. Det första kontoret i Skara öppnades den 15 maj 1847. Vid öppnandet utgjorde bankens enskilda fond 2 152 riksdaler och 16 skilling.
Huvudkontoret flyttade sedan 1878 då man skaffade sig ett eget tvåvåningshus i enkel nyrenässans vid Järnvägsgatan/Tvärgatan som delades med Skaraborgsbanken. År 1900 inköptes tomten mittemot stadshotellet och där uppfördes 1902-1905 ett stort stenhus i jugendstil enligt Ernst Torulfs ritningar. Sparbanken och Skaraborgsbanken disponerade likadana lokaler en trappa upp i huset, med fönster åt gatan. Bottenvåningen inreddes för apotek och post medan våning två utgjordes av bostäder. 1939 restes den funktionalistiska tillbyggnaden enligt Jacob J:son Gates ritningar och senast 1984 när man intog den nyuppförda Sparaborgen med dess rundtorn  ritad av Bengt Hultmark och skulpturer av konstnären Walter Bengtsson.
1940 uppgick Sparbanken i Vara i Skaraborgs läns sparbank. Sparbanken i Vara hade grundats 1919 som Allmänna sparbanken för Vara som en del av rörelsen med allmänna sparbanker.
I övrigt deltog banken inte i de sparbankssammanslagningar som var vanliga under 1900-talet. 1998 köptes däremot Föreningsbankskontoren i Skara, Vara, Götene och Nossebro.
I november 2000 ändrades bankens organisationsform från sparbank till stiftelseägt bankaktiebolag. Samtidigt ändrades namnet till Sparbanken Skaraborg.
Utöver kontoren i kommunernas centralorter hade Sparbanken Skaraborg tidigare kontor Vedum och Kvänum, båda öppnade 1960 av Skaraborgs Läns Sparbank.  Kontoret i Vedum stängdes år 2011. År 2018 lades även kontoret i Kvänum ner.